# Enrique Bologna
Enrique Alberto Bologna Gómez (Claypole, 13 febbraio 1982) è un calciatore argentino, portiere del Defensa y Justicia.

## Palmarès

### Club

#### Competizioni nazionali
- Campionato argentino: 1

Banfield: 2009 (A)
- Campionato uruguaiano: 1

Peñarol: 2012-2013
- Campionato argentino di seconda divisione: 1

Banfield: 2012-2013
- Coppa d'Argentina: 3

River Plate: 2015-2016, 2016-2017, 2018-2019
- Supercopa Argentina: 2

River Plate: 2017, 2019
- Trofeo de Campeones de la Liga Profesional: 1

River Plate: 2021

#### Competizioni internazionali
- Recopa Sudamericana: 2

River Plate: 2016, 2019
- Coppa Libertadores: 1

River Plate: 2018